# Swift Current
Pour les articles homonymes, voir Swift Current (homonymie).
Swift Current est une ville du Sud-Ouest de la Saskatchewan au Canada. Le recensement de 2011 y dénombre 15 503 habitants tandis que son agglomération en regroupe 17 535.

## Histoire
L'histoire de la municipalité débute en 1881 avec l'extension du Canadien Pacifique (CP) jusqu'à Swift Current Creek ; une fois la voie terminée, les premiers colons s'y installèrent au printemps de l'année 1883.
Un personnage important dans l'histoire de la ville fut Ira E. Argue, un équivalent canadien de Robin des Bois. Quand la ville manqua de charbon et que le gouvernement refusa de lui en donner ou de lui en vendre, Argue a volé un train de charbon du CP pour revendre le charbon à ses concitoyens pour un prix modique, les empêchant ainsi de mourir de froid.

## Démographie
| 1971   | 1976   | 1981   | 1986   |
| ------ | ------ | ------ | ------ |
| 15 415 | 14 264 | 14 747 | 15 666 |

| 1991   | 1996   | 2001   | 2006   |
| ------ | ------ | ------ | ------ |
| 14 824 | 14 890 | 14 821 | 14 946 |

| 2011   | 2016   | 2021   | - |
| ------ | ------ | ------ | - |
| 15 554 | 16 604 | 16 750 | - |

## Administration
| 1994-2003  |  | 2009-2016      | 2016-2020      | 2020-2028 |
| ---------- |  | -------------- | -------------- | --------- |
| Paul Elder |  | Jerrod Schafer | Denis Perrault | Al Bridal |
| ,          |  | [ 11 ]         | [ 12 ]         | [ 13 ]    |

## Sport
La ville est l'hôte des Broncos de Swift Current de la Ligue de hockey de l'Ouest ; l'équipe a produit quelques hockeyeurs de renom, dont Joe Sakic et Patrick Marleau.

## Transports
La ville est desservie par l'aéroport de Swift Current.